# Robert Capron
Robert Baxley Capron III (Providence, 9 de julio de 1998) es un actor estadounidense, conocido principalmente por interpretar a Rowley Jefferson, el mejor amigo de Greg Heffley en la película Diary of a Wimpy Kid, y sus secuelas Diary of a Wimpy Kid 2: Rodrick Rules y Diary of a Wimpy Kid 3: Dog Days. También hizo pequeñas participaciones en películas y series de televisión como
Guerra de novias, El Aprendiz de Brujo, también doblo la voz en la película animada de Tim Burton Frankenweenie.

## Biografía
Capron nació en Providence, Rhode Island. Es principalmente conocido por interpretar a Rowley Jefferson en las adaptaciones cinematográficas de El diario de Greg, aunque hizo pequeñas apariciones en varios films y series de televisión, entre ellos Guerra de novias (en inglés, Bride Wars) y El aprendiz de brujo.
También ha participado en Frankenweenie, una película animada de Tim Burton.

## Filmografía
| Año  | Película                              | Rol              | Notas                 |
| ---- | ------------------------------------- | ---------------- | --------------------- |
| 2009 | Guerra de novias                      | Robert           |                       |
| 2010 | Diary of a Wimpy Kid                  | Rowley Jefferson | Principal             |
| 2010 | El Aprendiz de Brujo                  | Oliver           | Personaje secundario. |
| 2011 | Diary of a Wimpy Kid 2: Rodrick Rules | Rowley Jefferson | Principal             |
| 2012 | Frankenweenie                         | Bob              | Voz.                  |
| 2012 | Diary of a Wimpy Kid 3: Dog Days      | Rowley Jefferson | Principal             |
| 2012 | Los tres chiflados                    | Joven Curly      |                       |
| 2013 | Tarzán: La evolución de la leyenda    | Derek            | Voz.                  |
| 2013 | The Way Way Back                      | Kyle             |                       |
| 2017 | El rey de la polca                    | David Lewan      |                       |